# Moldava nad Bodvou
Moldava nad Bodvou (maďarsky Szepsi) je město v Košickém kraji na východním Slovensku. Jde o větší ze dvou měst okresu Košice-okolí: žije zde 10 050 obyvatel (2006).
Přímo ve městě se nachází Moldavská jeskyně, v níž je archeologické naleziště bukovohorské kultury. Není veřejně přístupná.

## Historie
První písemná zmínka o městě pochází z roku 1255. Koncem 16. století město vyhořelo. Od roku 1868 je do města vedena železnice z Košic, která byla roku 1955 propojena s tratí Rožňava – Zvolen.
Do uzavření Trianonské smlouvy byla Moldava nad Bodvou součástí Uherska, poté byla součástí Československa. V letech 1938 až 1945 byla  (na základě první vídeňské arbitráže) součástí Maďarského království.

## Doprava
Moldava nad Bodvou leží na Železniční trať Zvolen–Košice.  Místní dráha do Medzevu je bez osobní dopravy, kromě asi kilometrového úseku Moldava nad Bodvou – Moldava nad Bodvou mesto, který je nově obsluhován vlakovou linkou Košice – Moldava nad Bodvou mesto od prosince 2015, kdy zde byl uveden do provozu nový integrovaný dopravní terminál a zaniklo starší autobusové nádraží.

## Sport
- FK Bodva Moldava nad Bodvou – fotbalový klub

## Obyvatelstvo
Národnostní složení (2011): národnost slovenská 41,3 %, maďarská 29,6 %, romská 9,8 %, jiné 0,7 %, nezjištěno 17,8 %.
Národnostní složení (2001): národnost slovenská 50,9 %, maďarská 43,6 %, romská 3,7 %, česká 0,5 %.

## Partnerské obce
- Brzozów
- Edelény
- Encs
- Karcag
- Tarcal
- Tišnov